# Taraxis
Taraxis, monotipski rod biljaka iz porodice Restionaceae. Jedina vrsta T. grossa endem je s jugozapada Zapadne Australije
To je rizomatozni geofit i prvenstveno raste u suptropskom biomu.

## Vanjske poveznice
- FloraBase: Taraxis grossa B.G.Briggs & L.A.S.Johnson